# Yehud Medinata
Yehud Medinata  (hebreo: יהוד מדינתא Yəhūḏ Məḏīntā «Provincia de Yehud») fue una provincia administrativa del Imperio persa aqueménida en la región de Judea que funcionaba como una región autónoma bajo su población judía local. La provincia era parte de la satrapía persa de Eber-Nari, y continuó existiendo durante dos siglos hasta su incorporación al Imperio macedonio, y después al Imperio seléucida
El área de Yehud correspondía a la provincia babilónica anterior de Yehud, que se formó después de la caída del Reino de Judá, el reino israelita del sur que había existido en la región antes de la guerra judeo-babilónica y el posterior cautiverio babilónico. Tenía una población considerablemente menor que la del reino caído. Yehud Medinata era el nombre en arameo de la provincia, que fue introducido por primera vez por los babilonios durante su gobierno de la misma región antes de la conquista persa en 539 a. C

## Antecedentes
A fines del siglo VII a. C., Judá se convirtió en un reino vasallo del Imperio neobabilónico, pero había facciones rivales en la corte de Jerusalén, algunas apoyaban la lealtad a Babilonia y otras instaban a la rebelión. En los primeros años del siglo VI a. C., a pesar de las fuertes protestas del profeta Jeremías y otros, el rey judaíta Joacim se rebeló contra Nabucodonosor II. La revuelta fracasó y en 597 a. C., muchos judíos, incluido el profeta Ezequiel, fueron exiliados a Babilonia. Unos años más tarde, Judá se rebeló una vez más. En 589, Nabucodonosor nuevamente sitió Jerusalén, y muchos judíos huyeron a Moab, Amón, Edom y otros países para buscar refugio. La ciudad cayó después de un sitio de 18 meses y Nabucodonosor nuevamente saqueó y destruyó Jerusalén y quemó el Templo. Por lo tanto, para el 586 a. C, gran parte de Judá fue devastada, la familia real, el sacerdocio y los escribas, la élite del país, estaban en el exilio en Babilonia, y el antiguo reino sufrió un fuerte declive tanto en la economía como en la población. 
El antiguo reino de Judá luego se convirtió en una provincia babilónica Yehud, con Gedaliah, un judaíta nativo, como gobernador (o posiblemente gobernando como un rey títere). Según Miller y Hayes, la provincia incluía los pueblos de Bethel en el norte, Mizpa, Jericó en el este, Jerusalén, Beth-Zur en el oeste y En-Gedi en el sur. El centro administrativo de la provincia era Mizpa.  Al enterarse del nombramiento, los judíos que se habían refugiado en los países vecinos regresaron a Judá. Sin embargo, al poco tiempo, Gedaliah fue asesinado por un miembro de la antigua casa real y la guarnición babilónica fue asesinada, lo que provocó un movimiento masivo de refugiados a Egipto. En Egipto, los refugiados se establecieron en Migdol, Tafanhes, Noph y Pathros, y Jeremías iba con ellos como guardián moral.
Los números deportados a Babilonia o que se dirigieron a Egipto y el remanente que permaneció en la provincia de Yehud y en los países vecinos están sujetos a debate académico. El Libro de Jeremías informa que un total de 4.600 fueron exiliados a Babilonia. A tales números se deben agregar los deportados por Nabucodonosor en 597 a. C. después del primer asedio a Jerusalén, cuando deportó al rey de Judá, Jeconías, y su corte y otros ciudadanos y artesanos prominentes junto con una parte considerable de la población judía de Judá, que suman unos 10.000. El Libro de los Reyes también sugiere que fueron 8.000.

## Historia
Aunque un número significativo de judíos fueron deportados por los babilonios y Jerusalén quedó en ruinas, una pequeña pero nada despreciable población de judíos continuó viviendo en su tierra natal durante este período. La población de la Jerusalén del período persa se ha estimado en 1.500 habitantes.  A finales del siglo VI, el templo de Jerusalén había sido restaurado y se restableció su cuerpo de adoración y práctica y el culto sacrificial.
Gran parte de la literatura que se convirtió en la Biblia hebrea se compiló a principios del período posterior al exilio durante el período persa, en Yehud se vio un conflicto considerable sobre la construcción y la función del Templo y los asuntos de culto (es decir, cómo se debía adorar a Dios). Persia controlaba a Yehud usando los mismos métodos que usó en otras colonias, y la Biblia lo refleja, y el estatus de Yehud como colonia persa es crucial para comprender la sociedad y la literatura de la época. Los que regresaron de la comunidad del exilio intentaron restaurar en Yehud el primer templo de liderazgo triple: rey (Sheshbazzar y Zorobabel), sumo sacerdote (Josué, descendiente de la línea sacerdotal) y profetas (Hageo, Zacarías). Sin embargo, a mediados del siglo siguiente, probablemente alrededor del 450 a. C., los reyes y profetas habían desaparecido y solo quedaba el sumo sacerdote, junto con el escriba-sabio (Esdras) y el aristócrata-gobernador designado (Nehemías). Este nuevo patrón proporcionó el modelo de liderazgo para Yehud durante los siglos venideros.

### Administración y demografía
Yehud era considerablemente más pequeño que el antiguo reino de Judá y se extendía desde los alrededores de Betel en el norte hasta alrededor de Hebrón en el sur (aunque Hebrón mismo estuvo despoblado durante todo el período persa), y desde el río Jordán y el Mar Muerto en el este, pero sin incluir la Sefelá (las laderas entre las tierras altas de Judea y las llanuras costeras) en el oeste. Después de la destrucción de Jerusalén, el centro de gravedad se desplazó hacia el norte, a Benjamín; esta región, que alguna vez fue parte del reino de Israel, estaba mucho más densamente poblada que la misma Judá, y ahora ocupaba tanto la capital administrativa, Mizpa, como el principal centro religioso de Betel. Mizpa continuó como capital provincial durante más de un siglo. La posición de Jerusalén antes de que la administración se retirara de Mizpa no está clara, pero desde el 445 a. C. en adelante volvió a ser la ciudad principal de Yehud, con murallas, un templo (el Segundo Templo) y otras instalaciones necesarias para funcionar como capital provincial Sin embargo, la Jerusalén de la era persa era modesta: unos 1500 habitantes y otras instalaciones necesarias para funcionar como capital provincial, incluida, desde el 420 a. C., una casa de moneda local acuñando monedas de plata. Era el único sitio urbano verdadero en Yehud, la mayor parte de la población de la provincia vivía en pequeños pueblos sin murallas. Esta imagen no cambió mucho durante todo el período persa. Toda la población de la provincia se mantuvo en torno a los 30 000. No hay ninguna señal en el registro arqueológico de una migración interna masiva desde Babilonia, en contradicción con el relato bíblico donde la banda de exiliados israelitas que regresaron de Zorobabel solo ascendía a 42 360. 
Los persas parecen haber experimentado con gobernar Yehud como un reino cliente, pero esta vez bajo los descendientes de Joaquín, quien había mantenido su estatus real incluso en cautiverio. Sesbazzar, el gobernador de Yehud designado por Ciro en 538, era de origen davídico, al igual que su sucesor (y sobrino) Zorobabel; Zorobabel, a su vez, fue sucedido por su segundo hijo y luego por su yerno, todos ellos gobernadores hereditarios davídicos de Yehud, una situación que terminó solo alrededor del año 500 a. C. Esta hipótesis, que Zorobabel y sus sucesores inmediatos representaron una restauración del reino davídico bajo el señorío persa, no se puede verificar, pero estaría de acuerdo con la situación en otras partes del Imperio persa, como Fenicia.
Los pilares segundo y tercero del período temprano del gobierno persa en Yehud, copiando el patrón del antiguo reino davídico destruido por los babilonios, fueron las instituciones del Sumo Sacerdote y el Profeta. Ambos se describen y conservan en la Biblia hebrea en las historias de Esdras-Nehemías-Crónicas y en los libros de Zacarías, Hageo y Malaquías, pero a mediados del siglo V a. C. los profetas y los reyes davídicos habían terminado, dejando solo al Sumo Sacerdote. El resultado práctico fue que después de 500 a. C. Yehud se convirtió en la práctica en una teocracia, gobernada por una línea de Sumos Sacerdotes hereditarios.
El gobernador de Yehud se habría encargado principalmente de mantener el orden y ver que se pagara el tributo. Habría sido asistido por varios funcionarios y un cuerpo de escribas, pero no hay evidencia de que existiera una "asamblea" popular, y habría tenido poca discreción sobre sus deberes principales. La evidencia de sellos y monedas sugiere que la mayoría, si no todos, de los gobernadores del Yehud persa eran judíos, una situación que se ajusta a la práctica persa general de gobernar a través de líderes locales.

### Gobernadores de Yehud
1. Sheshbazzar 532 a. C. - 522 a. C.
2. Zorobabel 522 a. C. - 510 a. C.
3. Elnathan 510 a. C. - 490 a. C.
4. Yehoezer 490 a. C. - 470 a. C.
5. Ahzai 470 a. C. 445 a. C.
6. Nehemias  445 - 433 a. C., 424 - 410 a. C.
7. Desconocido 433 a. C. 424 a. C.
8. Bagohi 410 a. C. 370 a. C.
9. Yehezqiyah 370 - 333 a. C.

### Religión y Comunidad
Existe un consenso general entre los eruditos bíblicos de que la antigua Judá durante el siglo IX y el siglo VIII a. C., era básicamente henoteísta o monólatra, con Yahvé como dios nacional de la misma manera que las naciones vecinas tenían sus propios dioses nacionales. Los temas monoteístas surgieron ya en el siglo VIII, en oposición a la propaganda real asiria, que describía al rey asirio como "Señor de los Cuatro Cuartos" (el mundo), pero el Exilio rompió la competencia por la fertilidad, los ancestros y otros cultos. y permitió que emergiera como la teología dominante de Yehud. Los dioses menores o "hijos de Dios" del antiguo panteón convertidos ahora en una jerarquía de ángeles y demonios en un proceso que continuó evolucionando a lo largo de la época de Yehud y en la época helenística. 
El zoroastrismo persa ciertamente influyó en el judaísmo. Aunque se sigue debatiendo el alcance exacto de esa influencia, compartían el concepto de Dios como Creador, como garante de la justicia y como Dios del cielo. La experiencia del exilio y la restauración en sí trajo consigo una nueva visión del mundo en la que Jerusalén y la Casa de David continuaron siendo ingredientes centrales, y la destrucción del Templo pasó a ser considerada como una demostración de la fuerza de Yahvé. 
Posiblemente, el desarrollo más importante en el período posterior al exilio fue la promoción y eventual dominio de la idea y práctica de la exclusividad judía, la idea de que los judíos (es decir, descendientes de Jacob, seguidores del Dios de Israel y de la ley de Moisés) eran o debían ser una raza aparte de todas las demás. Según Levine, esa era una idea nueva, que se originó con el partido de los golah, los que regresaron del exilio babilónico. A pesar de que Nehemías, líder reformista de la golá ex babilonia, rechazó la petición de los samaritanos adoradores de Yahvé. para ayudar a reconstruir el Templo, y el horror de Ezra al enterarse de que los adoradores de Yehudi Yahweh se estaban casando con no Yehudis (posiblemente incluso no adoradores de Yahweh), las relaciones con los samaritanos y otros vecinos eran, de hecho, cercanas y cordiales. La comparación de Esdras-Nehemías y Crónicas confirma esto: Crónicas abre la participación en la adoración de Yahvé a las doce tribus e incluso a los extranjeros, pero para Esdras-Nehemías, "Israel" significa solo las tribus de Judá y Benjamín, así como la santa tribu de Leví. 
A pesar de que Yehud era consistentemente monoteísta, algunos focos de yahvismo politeísta todavía parecían existir en el período persa: los papiros de Elefantina (generalmente fechados en el siglo V a. C.) muestran que una pequeña comunidad de judíos que vivían en la isla egipcia de Elefantina, mientras eran devotos partidarios de Yaweh, también veneraban a la diosa egipcia Anat e incluso tenían su propio templo en la isla. Tal comunidad probablemente se fundó antes del exilio de Babilonia y, por lo tanto, permaneció inmune a las reformas religiosas en el continente.Si bien parece que la comunidad de Elefantina tuvo algún contacto con el Segundo Templo (como lo demuestra el hecho de que habían escrito una carta al Sumo Sacerdote Johanan de Jerusalén), la relación exacta entre los dos no está clara actualmente. Tras la expulsión de los persas de Egipto por parte del faraón Amyrtaeus (404 a. C.), el templo judío en Elefantina fue abandonado.

### Literatura y Lenguaje
Los eruditos creen que en el período persa la Torá asumió su forma final, la historia del antiguo Israel y Judá contenida en los libros desde Josué hasta Reyes fue revisada y completada y los libros proféticos más antiguos fueron redactados. La nueva escritura incluía la interpretación de obras más antiguas, como el Libro de las Crónicas, y obras genuinamente originales, como Ben Sira, Tobías, Judit, 1 Enoc y, mucho más tarde, Macabeos. La literatura desde Ben Sira en adelante está cada vez más impregnada de referencias a la Biblia hebrea en la forma actual, lo que sugiere el lento desarrollo de la idea de un cuerpo de "escritura" en el sentido de escritos autorizados. 
Uno de los cambios culturales más importantes en el período persa fue el surgimiento del arameo como el idioma predominante de Yehud y la diáspora judía. Hablado originalmente por los arameos, fue adoptado por los persas y se convirtió en la lingua franca del imperio, y ya en la época de Ezra, era necesario traducir las lecturas de la Torá al arameo para que las entendieran los judíos. 
Solo ha sobrevivido una pequeña cantidad de material epigráfico escrito en hebreo del período persa, incluidas algunas monedas de Tell Jemmeh y Beth-zur que usan la escritura paleohebrea, dos impresiones de sellos en bullas de una cueva en Wadi Daliyeh, un sello de Tell Michal, etc. Por el contrario, el material epigráfico escrito en arameo es mucho más frecuente.